# Captain EO
Captain EO —en español: Capitán EO— es un cortometraje de aventuras y ciencia ficción en tercera dimensión dirigido por Francis Ford Coppola, protagonizado por Michael Jackson y producido por The Walt Disney Company en asociación con Lucasfilm. Su guion, redactado por Coppola, George Lucas y Rusty Lemonrade, cuenta cómo el personaje epónimo y su tripulación de extraterrestres se embarcan en la misión de entregarle un «regalo» a su Suprema Líder (interpretada por Anjelica Huston), quien domina un planeta corrupto por la hostilidad.
El filme, de unos diecisiete minutos de duración, se realizó exclusivamente para los parques temáticos de Disney como pieza central de una atracción que empleaba diversos mecanismos externos, como efectos de humo y láseres, complementarios a la proyección que los asistentes apreciaban mediante gafas 3D. Su costo ascendió a los 30 millones USD y fue una de las primeras producciones en implementar estímulos de aquel tipo. Incluye coreografías creadas por Jackson y Jeffrey Hornaday, y números musicales que giran alrededor de temas compuestos por el primero: «We Are Here to Change the World» y «Another Part of Me». La atracción se inauguró en septiembre de 1986 dentro de las instalaciones de Disneyland (California) y Epcot (Orlando), luego en Tokyo Disneyland el 20 de marzo de 1987, y en Disneyland París el 12 de abril de 1992. Para septiembre de 1998 ya se encontraba desmontada de todas estas locaciones. Tras el fallecimiento de Jackson en 2009, reabrió desde junio de 2010 y cerró definitivamente en diciembre de 2015.

## Historia
Disney diseño una nueva atracción para su parque temático Epcot Center utilizando tecnología en 3D, una película con un importante reparto y grandes nombres respaldándolo.
Captain EO fue un ambicioso e innovador proyecto, con tecnología de última generación.
Steven Spielberg fue el primer director con el que contaron para este corto de ficción, pero tras algunas desavenencias terminó siendo dirigido por Francis Ford Coppola.
El corto es protagonizado por el cantante Michael Jackson como Capitán EO. Su personaje es el héroe de la historia y viste primariamente de blanco y una capa. Jackson compuso para la película las canciones Another Part of Me (luego incluida en el séptimo álbum de Michael Bad) y We are here to change the world, creada expresamente para el corto, pero que luego en el 2004 sería incluida en la colección de canciones de Michael Jackson titulada Michael Jackson: The Ultimate Collection.
El 20 de diciembre de 2009, Disneyland anunció que el corto Captain EO volvería a ser emitido a partir de febrero de 2010.
Durante 2010 fue emitido en Epcot, con la novedad, que contaba con tecnología del Cine 4D.
La atracción dejó de estar disponible en el parque Epcot a finales del 2015 para darle lugar al Disney & Pixar Short Film Festival.

## Reparto
| Actor                 | Personaje           | Notas                             |
| --------------------- | ------------------- | --------------------------------- |
| Michael Jackson       | Capitán EO          |                                   |
| Anjelica Huston       | El líder supremo    |                                   |
| Dick Shawn            | Comandante Bog      |                                   |
| Tony Cox              | Hooter              |                                   |
| Debbie Lee Carrington | Idee                | Acreditada como Debbie Carrington |
| Cindy Sorenson        | Geex                | Acreditada como Cindy Sorensen    |
| Gary DePew            | Mayor Domo          |                                   |
| Kahea Bright          | Bailarina           |                                   |
| Donald Devoux         | Bailarín            |                                   |
| Cameron English       | Bailarina           |                                   |
| Bruno Falcon          | Bailarín            | Acreditado como Bruno Falcon III  |
| Eric D. Henderson     | Bailarín            | Acreditado como Eric Henderson    |
| Hugo Huizar           | Bailarín            |                                   |
| Evelyne Jezek         | Bailarina           | Acreditada como Evelyn Jezek      |
| Ben Lokey             | Bailarín            |                                   |
| Lezlie Mogell         | Bailarina           |                                   |
| Stephen Nicholas      | Bailarín            |                                   |
| Mary Ann Hermansen    | Bailarina           | Acreditada como Mary Oedy         |
| Beverly Shofner       | Bailarina           |                                   |
| Timothy Solomon       | Bailarín            |                                   |
| Kevin Bender          | Bailarín            |                                   |
| Janeen Damian         | Bailarina           | Acreditada como Janeen Best       |
| Derrick Brice         | Bailarín            |                                   |
| Bill Burns            | Bailarín            |                                   |
| Alex Cole             | Bailarín            |                                   |
| Dennis Daniels        | Bailarín            |                                   |
| Felix Montano         | Bailarín            |                                   |
| Tony Fields           | Bailarín            |                                   |
| Forrest Gardner       | Bailarín            |                                   |
| Barry Lather          | Bailarín            |                                   |
| Reggie O'Gwin         | Bailarín            |                                   |
| Smith Wordes          | Bailarín            | Acreditado como Smith Osborne     |
| Michelle Rudy         | Bailarina           |                                   |
| Darrel W. Wright      | Bailarín            | Acreditado como Darrel Wright     |
| Timothy Scott         | Bailarín            | Acreditado como Tim Scott         |
| James 'Jazzy' Everett | Bailarín            | Acreditado como James Everett     |
| Bobby Walker          |                     |                                   |
| Paul Scott Adamo      | Bailarín            |                                   |
| Gregg Sargeant        | Bailarín            |                                   |
| Fred Apolito          | Esclavo             | No acreditado                     |
| Doug Benson           | Bailarín anaranjado | No acreditado                     |
| Sheila Best           | Bailarina           | No acreditada                     |
| Gabriel Bologna       | Bailarín            | No acreditado                     |
| Renee Colette         | Bailarina           | No acreditada                     |
| Robin John Price      | Bailarín            | No acreditado                     |
| Percy Rodrigues       | Narrador            | Voz. No acreditado                |